# سفارة السويد في بيرو
سفارة السويد في بيرو هي أرفع تمثيل دبلوماسي لدولة السويد لدى بيرو. تقع السفارة في ليما وهي تهدف لتعزيز المصالح السويدية في بيرو.

## وصلات خارجية
- الموقع الرسمي
- قائمة سفارات السويد
- قائمة السفارات في بيرو